# Parchim
Parchim es la ciudad capital del distrito de Ludwigslust-Parchim, en el estado federado de Mecklemburgo-Pomerania Occidental (Alemania), a una altitud de 50 metros. 

## Población
Su población a finales de 2016 era de 17 964 habs. y su densidad poblacional, 140 hab/km².

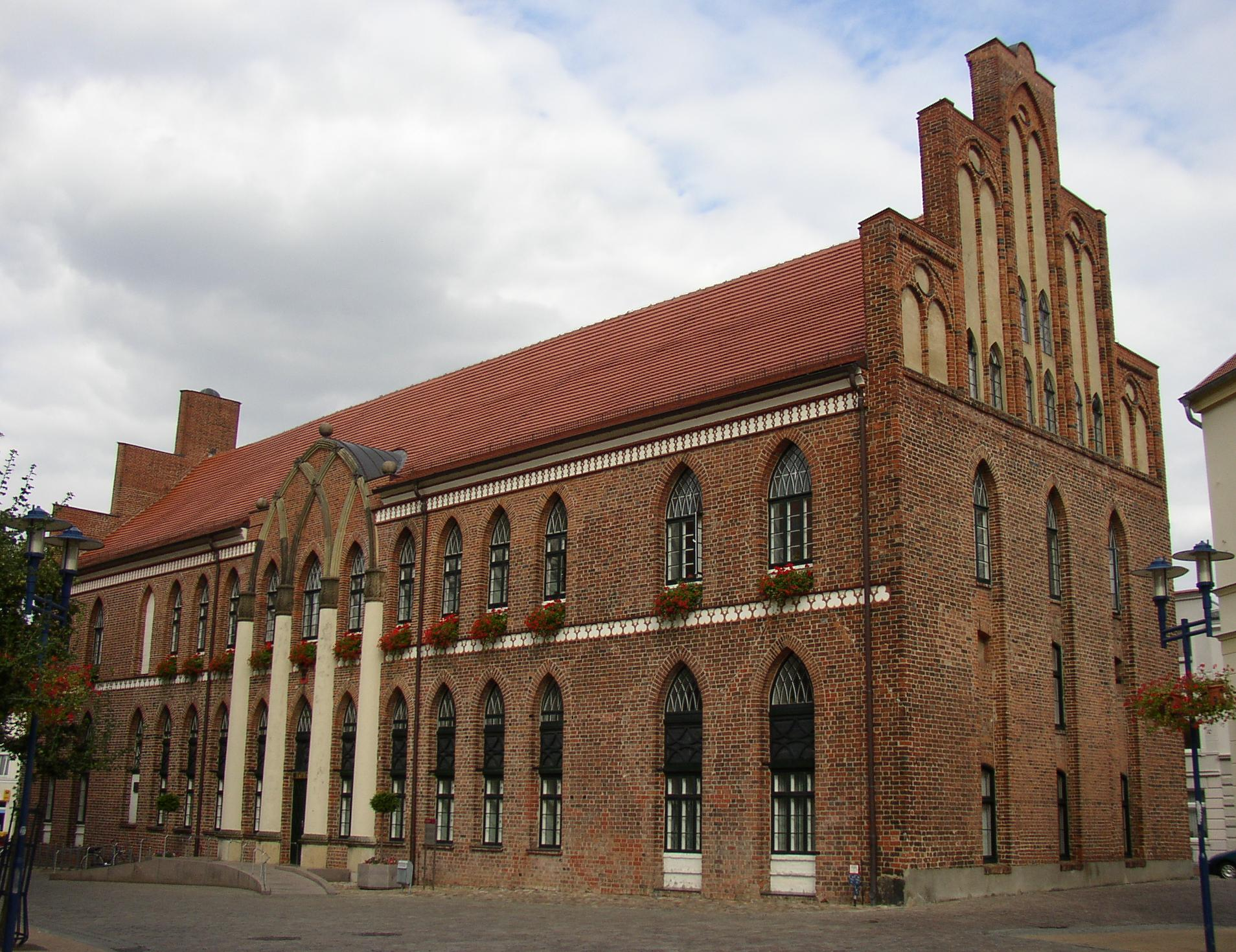
Ayuntamiento de Parchim

## Residentes famosos

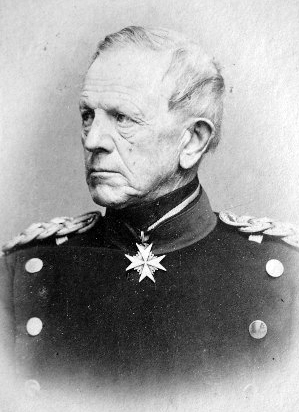
Helmuth Karl Bernhard von Moltke

- Helmuth Karl Bernhard von Moltke (1800-1891), general prusiano.
- Rudolf Tarnow (1867-1933), escritor.
- Elise Blumann (1897-1990), pintor expresionista.
- Jana Gerisch (n. 1978), jugadora de voleibol.
- Stefanie Weichelt (n. 1983), futbolista.